# Nam Linh (người dẫn chương trình)
Vũ Trần Nam Linh (sinh năm 1993 - là một nam MC (người dẫn chương trình) người Việt Nam. Anh sinh ra ở Nghệ An, sống và làm việc tại Thành phố Hà Nội. Đến năm 2023 anh chuyển vào Thành phố Hồ Chí Minh làm việc và tiếp tục phát triển nghề nghiệp. Hiện nay, anh là một MC song ngữ tự do, cộng tác với HTV - Đài Truyền hình Thành phố Hồ Chí Minh và Công ty Sen Vàng - Công ty nổi tiếng là đơn vị tổ chức các cuộc thi hoa hậu lớn tại Việt Nam. Anh được nhiều người biết đến như là một MC song ngữ trẻ tài năng, năng động và là ban giám khảo của nhiều cuộc thi lớn về tìm kiếm tài năng dẫn chương trình trên lãnh thổ Việt Nam.

## Tiểu sử
Vũ Trần Nam Linh sinh ngày 1 tháng 1 năm 1993 tại thành phố Vinh, tỉnh Nghệ An, Việt Nam. 
Anh sinh ra trong một gia đình có bố là quân nhân, mẹ là giáo viên nhưng lại có đam mê và tố chất nghệ thuật từ nhỏ. Thời đi học của MC Nam Linh gắn liền với các cuộc thi, buổi biểu diễn nghệ thuật. Bên cạnh thành tích học tập tốt, Nam Linh luôn tham gia tích cực các hoạt động ngoại khóa, giữ các vị trí chủ chốt của trường và lớp cũng như đạt nhiều giải thưởng, thành tích.
Hiện nay anh đang làm việc như một người dẫn chương trình chuyên nghiệp tại thành phố Hồ Chí Minh.
Ngôn ngữ dẫn chương trình: song ngữ bao gồm tiếng Anh và tiếng Việt

## Quá trình học tập
- 1999-2004: Tiểu học Hà Huy Tập 2 - TP.Vinh - Nghệ An.
- 2004-2008: THCS Đặng Thai Mai - TP.Vinh - Nghệ An.
- 2008-2011: THPT Chuyên Phan Bội Châu - Nghệ An.
- 2011-2015: Học viện Báo chí và Tuyên truyền, Chuyên ngành Truyền hình.

## Sự nghiệp
Năm 2011, sau khi tốt nghiệp Trường Trung học Phổ thông Chuyên Phan Bội Châu, Nam Linh thi đỗ vào Khoa Phát thanh - Truyền hình của Học viện Báo chí và Tuyên truyền Hà Nội, từ đây theo đuổi ước mơ trở thành Người dẫn chương trình chuyên nghiệp.
Năm 2012, Nam Linh tham gia cuộc thi MC đầu tiên - Front The Most (cuộc thi MC song ngữ do Đại học Ngoại thương tổ chức) và lọt vào Top 10 Chung cuộc.
Năm 2013, anh tham gia cuộc thi Cầu Vồng lĩnh vực Người dẫn chương trình truyền hình do Ban Thanh Thiếu Niên VTV6 tổ chức. Kết quả anh đạt Top 6 Toàn quốc và giải thưởng Thí sinh được yêu thích nhất, từ đây bén duyên với các chương trình của Đài truyền hình Việt Nam.
Năm 2015, khi đang là sinh viên năm cuối và Chủ nhiệm CLB AMC - Học viện Báo chí và Tuyên truyền, anh sáng lập và tổ chức cuộc thi MC SPEAK UP - một trong những cuộc thi MC sinh viên lớn và uy tín nhất tại Hà Nội hiện nay
Năm 2017, MC Nam Linh cùng MC- BTV Trần Ngọc (VTV3) và MC - BTV Dương Sơn Lâm (VTV24) thành lập Trung tâm kỹ năng nói MVP - Master of Voice Power. Đây là cái nôi đào tạo của rất nhiều MC nổi tiếng sau này như Á hậu Phương Nga, MC Ngọc Thịnh, MC Minh Anh,...
Năm 2021, sau gần 10 năm làm nghề, anh quyết định thử sức mình với sân chơi Én Vàng (Cuộc thi Người dẫn chương trình truyền hình do Đài Truyền hình Thành Phố Hồ Chí Minh HTV tổ chức). Với kinh nghiệm dày dặn và màu khác biệt của mình, các phần thi của Nam Linh gây được nhiều sự chú ý và đánh giá cao từ Ban giám khảo và khán giả. Anh xuất sắc tiến vào Chung kết xếp hạng và đạt ngôi vị Én Bạc (Á quân 1).
Từ đây mở ra cơ hội hợp tác với Đài truyền hình Thành Phố Hồ Chí Minh (HTV) và các sự kiện tại Thành phố Hồ Chí Minh.
Năm 2023, anh quyết định Nam tiến để tiếp tục phát triển sự nghiệp của mình và xuất hiện liên tục tại các sự kiện giải trí lớn.

### Các cột mốc đáng nhớ
- 2013: Tham gia và đạt thành tích Top 6 Toàn quốc cùng giải MC được yêu thích nhất Cuộc thi Cầu Vồng lĩnh vực Người dẫn chương trình do Ban Thanh Thiếu Niên VTV6 (Đài Truyền hình Việt Nam) tổ chức. Từ đây được nhiều khán giả truyền hình biết đến.[7]
- 2013: cùng MC Xuân Quỳnh (Quán quân cuộc thi Cầu Vồng 2013) sáng lập, đồng thời giữ chức vụ Phó Chủ nhiệm Câu lạc bộ MC trực thuộc đội Văn nghệ Xung kích - Học viện Báo chí & Tuyên truyền (viết tắt tên câu lạc bộ là AMC)
- 2015: Sáng lập và tổ chức cuộc thi MC SPEAK UP - một trong những cuộc thi MC nổi tiếng và uy tín tại Hà Nội hiện nay.
- 2015: Giữ chức vụ Chủ nhiệm Câu lạc bộ AMC.
- 2017: Đồng sáng lập Trung tâm kỹ năng nói MVP - Master of Voice Power cùng MC Trần Ngọc và Biên tập viên Dương Sơn Lâm.
- 2018: Đại diện Việt Nam tham gia cuộc thi Asia Super Team tại Đài Loan, đại giải Ba chung cuộc.
- 2018: Làm giám khảo cuộc thi tìm kiếm tài năng MC trẻ - The Next MC được tổ chức hàng năm tại Hà Nội.[8]
- 2021: Tham gia và giành Danh hiệu Én Bạc (Á Quân 1) cuộc thi Én Vàng - Cuộc thi Người dẫn Chương trình Truyền hình do Đài TH Thành phố Hồ Chí Minh (HTV) tổ chức.[3][4]
- 2022: Được lựa chọn trở thành MC của SEA GAMES 31 (Bộ môn E-sports) [9]và MC Đêm chung kết Miss Tourism World 2022.
- 2023: Chuyển vào TP.HCM sinh sống và làm việc, cộng tác với công ty Sen Vàng với vai trò MC các cuộc thi Hoa hậu Việt Nam, Miss World Vietnam, Miss Grand Vietnam.[6]

## Các giải thưởng đạt được
Sau hơn 10 năm hoạt động trong lĩnh vực dẫn chương trình, Nam Linh không ngừng cố gắng cải thiện kỹ năng chuyên môn và truyền lửa đến thế hệ trẻ có niềm đam mê MC, anh cũng đã đạt những thành tựu nhất định.

### Giải thưởng chuyên môn
1. Top 6 cuộc thi Cầu Vồng Lĩnh vực người dẫn chương trình truyền hình 2013 do VTV6 thuộc Đài truyền hình Việt Nam tổ chức.[7]
2. Giải thí sinh được yêu thích nhất cuộc thi Cầu Vồng Lĩnh vực người dẫn chương trình truyền hình 2013 do VTV6 thuộc Đài truyền hình Việt Nam tổ chức.[7]
3. Đạt giải Á Quân 1 (Én Bạc) trong cuộc thi Én Vàng 2021 (cuộc thi người dẫn chương trình) do HTV Đài truyền hình Thành Phố Hồ Chí Minh tổ chức năm 2021.[3][4]

### Giải thưởng khác
1. Giải Nhất Khu vực Bắc Trung Bộ - Liên hoan Âm nhạc năm 2008.
2. Top 10 Cuộc thi MC Tiếng Anh Front The Most 2012 (Đại học Ngoại Thương).
3. Đạt Huy chương Vàng  Liên hoan Tiếng hát Giai điệu Tuổi hồng Toàn Quốc 2007.

### Thành tích học tập
1. Giải Ba học sinh giỏi cấp Thành phố Vinh, tỉnh Nghệ An năm 2003.
2. Giải Ba học sinh giỏi cấp Tỉnh Nghệ An năm 2004.
3. Giải Ba học sinh giỏi cấp Tỉnh Nghệ An môn Tiếng Anh năm 2008.
4. Giải Ba học sinh giỏi cấp Tỉnh Nghệ An môn Tiếng Anh năm 2011.

## Những chương trình đã dẫn
Với phong cách dẫn riêng biệt cùng khả năng tiếng Anh nổi trội, Nam Linh không chỉ là MC quen thuộc trên sóng Truyền hình mà anh còn là người dẫn dắt các sự kiện lớn nổi tiếng tầm cỡ quốc gia và quốc tế tại Việt Nam, có thể kể đến:

### Truyền hình
1. S Việt Nam - Hương vị cuộc sống VTV1.
2. Du lịch khám phá - VTV2.
3. Câu chuyện giáo dục - VTV2.
4. VOVA, Top Music - chương trình về âm nhạc trên kênh VOV3 thuộc Đài tiếng nói Việt Nam.
5. Bản tin Chuyển động 365 - Truyền hình Quốc hội Việt Nam.
6. Bản tin Thể thao tiếng Anh ON Sports World - VTVcab.[10]
7. Bản tin ON News - VTVcab.[11]
8. Chương trình ASEAN+ - Đài PTTH Hà Nội.
9. Én Xuân 2021 - HTV9.[12]
10. Cùng HTV Hành động Xanh - HTV9.
11. Tạp chí Nhịp sống - Yeah1 TV.
12. Chiếc hộp Điện ảnh - VTVcab17.

### Sự kiện tiêu biểu
1. MC Chung kết Thế giới Liên quân Mobile - Arena of Valor World Cup AWC 2019.[9][13]
2. Dẫn chương trình và phỏng vấn trong môn đấu Esport Đột kích (Crossfire) trong khuôn khổ Seagames 31[9].[14]
3. MC Chung kết Hoa hậu Du lịch Thế giới Miss Tourism World 2022.[15]
4. MC cuộc thi Hoa hậu Việt Nam 2022, Hoa Hậu Thế giới Việt Nam (Miss World Vietnam) 2023[16], Miss Grand Vietnam 2022 và 2023.

## Tham Khảo
1. 1 2  News, VietNamNet. "Báo VietnamNet". VietNamNet News (bằng tiếng vietnamese). Truy cập ngày 23 tháng 12 năm 2023. {{Chú thích web}}: |họ= có tên chung (trợ giúp)Quản lý CS1: ngôn ngữ không rõ (liên kết)
2. ↑  VTV, BAO DIEN TU (ngày 8 tháng 6 năm 2022). "MC Nam Linh và hành trình bứt phá từ Cầu Vồng 2013 đến Én Vàng 2021". BAO DIEN TU VTV. Truy cập ngày 26 tháng 12 năm 2023.
3. 1 2 3  "Người dẫn chương trình truyền hình (chương trình truyền hình)", Wikipedia tiếng Việt, ngày 23 tháng 12 năm 2023, truy cập ngày 24 tháng 12 năm 2023
4. 1 2 3  "MC Nam Linh xuất sắc giành ngôi vị Á quân "Én Vàng 2021"". laodongtre.laodong.vn. Truy cập ngày 27 tháng 12 năm 2023.
5. ↑  "Nam Linh, Kim Liên giành tấm vé vào vòng Chung kết Xếp hạng". Đài Truyền hình TP.HCM. Truy cập ngày 27 tháng 12 năm 2023.
6. 1 2  News, VietNamNet. "Báo VietnamNet". VietNamNet News (bằng tiếng vietnamese). Truy cập ngày 24 tháng 12 năm 2023. {{Chú thích web}}: |họ= có tên chung (trợ giúp)Quản lý CS1: ngôn ngữ không rõ (liên kết)
7. 1 2 3  "Con đường trở thành MC song ngữ "đắt sô" của chàng trai được yêu thích nhất Cầu Vồng 2013". Báo điện tử Tiền Phong. ngày 24 tháng 11 năm 2018. Truy cập ngày 24 tháng 12 năm 2023.
8. ↑  "Top 6 Cầu Vồng MC làm giám khảo cuộc thi MC sinh viên". Báo Pháp luật Việt Nam điện tử. ngày 14 tháng 10 năm 2018. Truy cập ngày 24 tháng 12 năm 2023.
9. 1 2 3  VTV, BAO DIEN TU (ngày 8 tháng 6 năm 2022). "MC Nam Linh và hành trình bứt phá từ Cầu Vồng 2013 đến Én Vàng 2021". BAO DIEN TU VTV. Truy cập ngày 24 tháng 12 năm 2023.
10. ↑  MC NAM LINH | BẢN TIN ON SPORTS WORLD, truy cập ngày 27 tháng 12 năm 2023
11. ↑  MC NAM LINH | BẢN TIN ONNEWS NGÀY 14/11, truy cập ngày 27 tháng 12 năm 2023
12. ↑  Én Vàng 2021 - Tập 2: Cất Lời Yêu Thương (14/08/2021) [HTV9], truy cập ngày 27 tháng 12 năm 2023
13. ↑  "AWC 2019 - YouTube". www.youtube.com. Truy cập ngày 24 tháng 12 năm 2023.
14. ↑  "LIVE | CROSS FIRE/ ĐỘT KÍCH | Esports | SEA Games 31". ngày 21 tháng 5 năm 2021.
15. ↑  "Miss Tourism World 2022 Grand Finale". ngày 11 tháng 12 năm 2022.
16. ↑  "LỄ CÔNG BỐ VÒNG CHUNG KẾT MISS WORLD VIETNAM 2023". ngày 10 tháng 7 năm 2023.